# Everything Louder than Everyone Else
Az Everything Louder than Everyone Else album a brit Motörhead zenekar 1999-ben megjelent harmadik hivatalos koncertlemeze, mely az előző évi hamburgi fellépésük teljes felvételét tartalmazza.
A háromtagú felállásunk kitűnően szerepelt, így aztán úgy gondoltuk, itt az ideje, hogy egy újabb élő lemezt készítsünk.

## Története
Ezt megelőzően utoljára tíz éve készített koncertalbumot a Motörhead, a No Sleep at All (1988) lemezt. A Lemmy, Phil Campbell, Mikkey Dee felállású triónak az Everything Louder than Everyone Else volt az első koncertalbuma. A hanganyagot a hamburgi The Docks klubban vették fel, és a zenekar állítása szerint minden utólagos kozmetikázástól mentes.
Azért választottuk Németországot, mert a német rajongók hosszú ideje lojálisak hozzánk. Mindig megmentettek bennünket, még akkor is, amikor harmadszor indultunk meg lefelé a lejtőn. Ragaszkodtak hozzánk és tudtuk, hogy Hamburgban óriási lesz a közönség.
Ez volt az első alkalom, hogy egy teljes Motörhead-koncert, elejétől a végéig, lemezre kerülhetett. Az albumot nagyrészt az 1990-es években született legjobb dalaik teszik ki. Vita volt róla, hogy a legrégebbi dalok, mint például az "Overkill", szerepeljenek-e a korongon, de végül úgy gondolták, hogy a rajongóknak az aktuális felállás tolmácsolásában is hallaniuk kell lemezen a klasszikus Motörhead-számokat. Közülük a "No Class" dalt a pár héttel korábban elhunyt Wendy O. Williams punk énekesnőnek ajánlja felkonferálásában Lemmy.
A koncert a Snake Bite Love (1998) album európai lemezbemutató-turnéjának egyik állomása volt.

## Az album dalai
Első CD
1. "Iron Fist" – 4:08
2. "Stay Clean" – 2:48
3. "On Your Feet or on Your Knees" – 3:20
4. "Over Your Shoulder" – 3:45
5. "Civil War" – 3:29
6. "Burner" – 3:23
7. "Metropolis" – 4:00
8. "Nothing Up My Sleeve" – 3:41
9. "I'm So Bad (Baby I Don't Care)" – 3:21
10. "The Chase is Better than the Catch" – 5:28
11. "Take the Blame" – 4:20
12. "No Class" – 3:22
13. "Overnight Sensation" – 4:38
14. "Sacrifice" – 3:40

Második CD
1. "Born to Raise Hell" – 5:41
2. "Lost in the Ozone" – 3:43
3. "The One to Sing the Blues" – 3:25
4. "Capricorn" – 4:58
5. "Love for Sale" – 5:04
6. "Orgasmatron" – 6:36
7. "Going to Brazil" – 2:52
8. "Killed by Death" – 6:27
9. "Bomber" – 5:50
10. "Ace of Spades" – 4:49
11. "Overkill" – 7:34

## Közreműködők
- Ian 'Lemmy' Kilmister – basszusgitár, ének
- Phil Campbell – gitár
- Mikkey Dee – dobok